# Kreissparkasse Zeulenroda
Die Kreissparkasse Zeulenroda war eine bis 1994 selbstständige öffentlich-rechtliche Sparkasse mit Sitz in Zeulenroda (Bankleitzahl: 830 545 12). Ihr Geschäftsgebiet umfasste zuletzt das Gebiet des Kreises Zeulenroda.

## Geschichte

### Gründung und Aufbau

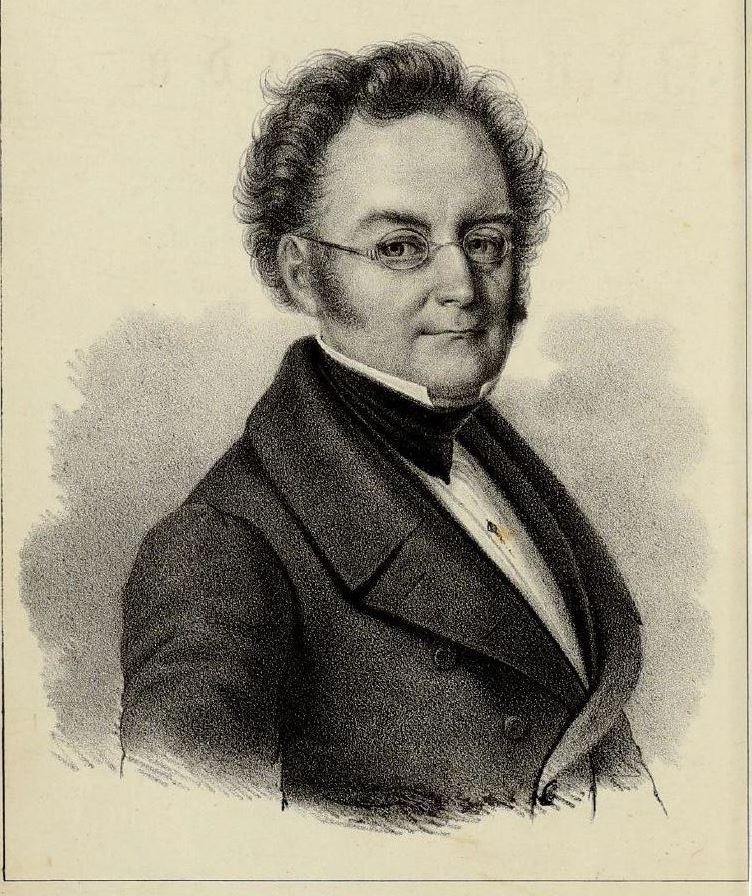
Johann Gottlieb Stemler, Bürgermeister und erster Vorsitzender der Stadtsparkasse Zeulenroda

In zahlreichen deutschen Städten waren Mitte des 19. Jahrhunderts bereits Sparkassen gegründet worden. In Zeulenroda fehlte jedoch noch eine solche Einrichtung. Bürgermeister Johann Gottlieb Stemler schrieb im Februar 1851: "... so besitzen wir doch bis heut noch keine Anstalt, die den Armen hilft, das Wenige, was er besitzt, zu Rathe zu halten; die ihm den Groschen, den er entbehren kann, sicher aufhebt." Neben dem Bürgermeister traten zahlreiche Bürger für die Gründung einer Sparkasse ein. Am 20. April 1851 bestätigte die Regierung in Greiz die vom Zeulenrodaer Stadtrat entworfenen Statuten einer Sparkasse. Die Eröffnung erfolgte am 14. Juli 1851 im Geschäftslokal in der Unteren Neustadt. Erster Vorsitzender wurde Stemler, erster Kassierer der Stadtkämmerer Wilhelm Roth. Nach § 1 der Statuten bestand der Zweck der Sparcasse zu Zeulenroda darin, "unbemittelten Einwohnern, namentlich Kindern, Gesellen und Dienstboten, Gelegenheit zu geben, kleine Ersparnisse sicher und verzinslich anzulegen und dieselben dadurch zu immer größerer Sparsamkeit aufzumuntern."
Auch in den umliegenden Orten wurden nach und nach Sparkassen gegründet, so 1864 in Pausa, 1882 in Auma und 1905 in Triebes.
1855 führte die Sparkasse 415 Sparkassenbücher, 1870 waren es bereits 1.511. Bis 1895 wuchs die Anzahl auf 5.519. Im März 1880 bezog die Sparkasse die neuen Geschäftsräume im Rathaus der Stadt, die bis 1993 Zentrale der Sparkasse blieben. 1887 wurde die Sparkasse ein selbstständiges Rechtsobjekt mit dem Bürgermeister als Sparkassendirektor. Mehrere Änderungen des Statuts beschränkten in den Folgejahren den unmittelbaren Einfluss der Stadt auf die Geschäfte der Sparkasse. Nach dem Statut von 1898 war der Bürgermeister nicht mehr Leiter der Sparkasse. 1910 wurde ein Verwaltungsrat gebildet.

### Kriege, Hyperinflation und Währungsreformen
1919 lehnte der Stadtrat das Ersuchen der Landesregierung ab, die Sparkasse Zeulenroda in die Landessparkasse zu überführen. Die Hyperinflation zu Beginn der 1920er Jahre vernichtete auch die Guthaben der Zeulenrodaer Sparer und ihr Vertrauen in das Kreditinstitut. Ende 1923 führte die Sparkasse gerade einmal noch acht Konten. Im Laufe der Jahre erholte sich die Sparkasse, Scheck- und Giroverkehr wurden eingeführt, die Einlagen erhöhten sich wieder. In einer Werbeanzeige von 1932 bot die Städtische Spar- und Giokasse Zeulenroda u. a. die Annahme von Spareinlagen, die kostenlose Ausgabe von Heimsparbüchsen, die Gewährung von Hypotheken, den Handel und die Verwaltung von Wertpapieren und die Beratung beim Abschluss von Bausparverträgen der Öffentlichen Bausparkasse an. 1936 wurde mit Änderung der Thüringer Mustersatzung für Sparkassen die Aufsicht des Stadtrats über die Sparkasse beendet und an das Innenministerium übergeben. Nach dem Ende des Zweiten Weltkriegs wurde die Sparkasse geschlossen. Die Eröffnung der neugegründeten Sparkasse als städtische Anstalt erfolgte am 29. August 1945 gemäß Befehl 01/45 der Sowjetischen Militäradministration in Deutschland vom 23. Juli 1945. 1946 wurde die Sparkasse Mitglied des neuen Thüringer Sparkassenverbands. Im Juni 1948 wurden die Konten im Zuge der Währungsreform in Deutsche Mark der Deutschen Notenbank umgestellt.

### Die Kreissparkasse Zeulenroda zur Zeit der DDR
Am 5. Dezember 1950 billigte die Stadt Zeulenroda den Zusammenschluss der Stadtsparkasse mit der Stadt- und Kreissparkasse Greiz. Zwei Jahre später wurde sie mit der Verwaltungsreform in der DDR und der Bildung des Kreises Zeulenroda als eine von 200 Sparkassen in der DDR wieder eigenständig. Dabei war sie fest in das zentralverwaltungswirtschaftliche System der DDR eingebunden. Durch ein dichtes Netz aus Zweigstellen und Agenturen sollte das Sparen für die Bürger erleichtert werden. So unterhielt die Sparkasse zumindest zeitweise Geschäftsstellen mit unterschiedlichem Status in Auma, Pausa, Triebes, Hohenleuben, Pöllwitz, Bernsgrün, Langenwolschendorf, Niederböhmersdorf, Staitz, Mehla, Pahren, Ranspach, Weißendorf und weiteren Orten. 1961 wurde Helmut Schuster Sparkassendirektor. 1966 wurde das Zweigstellennetz durch die Schließung vieler Agenturen ausgedünnt. 1972 wurde auf elektronische Datenverarbeitung umgestellt. Das Jahr 1990 brachte mit der Währungs-, Wirtschafts- und Sozialunion, der damit verbundenen Umstellung von Mark der DDR auf D-Mark und der nun marktwirtschaftlichen Rahmenbedingungen einschneidende Veränderungen. Die Schlussbilanz vom 30. Juni 1990 wies eine Bilanzsumme von 508.140.022,94 Mark der DDR aus, in der Eröffnungsbilanz zur Währungsunion vom 1. Juli 1990 stand eine Bilanzsumme von 333.663.801,80 DM.

### Nachwendezeit und Fusion

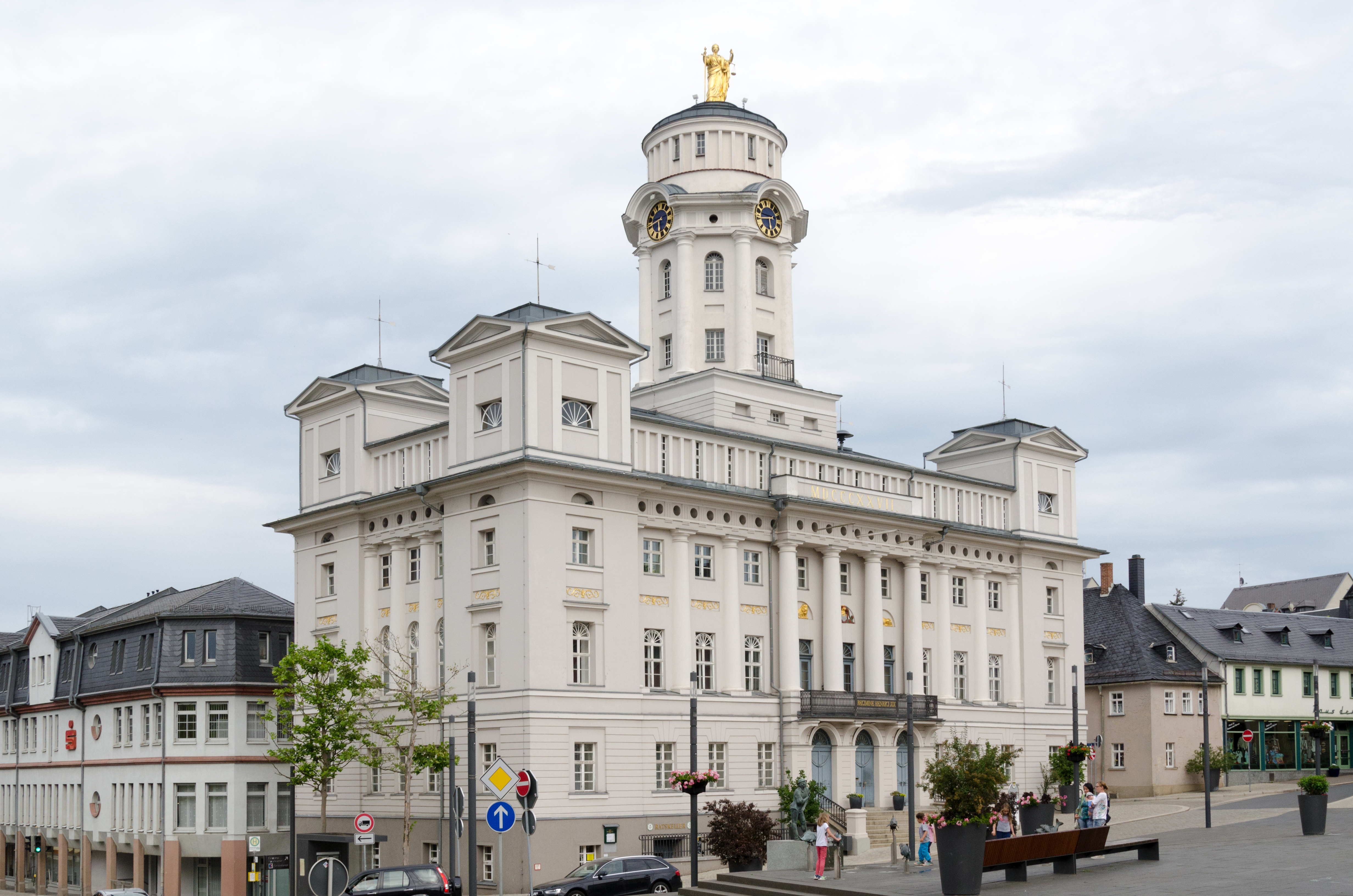
Das Rathaus von Zeulenroda (bis 1993 Sitz der Sparkasse) und am linken Bildrand der Neubau (heute KundenCenter der Sparkasse Gera-Greiz)

In der Zeit nach der Wende und der Wiedervereinigung Deutschlands wurden neue Geschäftsfelder erschlossen und der Personalbestand deutlich aufgestockt, die Geschäftsstellen wurden umgebaut und sicherheitstechnisch aufgerüstet. In Folge der Eröffnung weiterer Bankfilialen (Deutsche Bank und Schmidtbank) in Zeulenroda verschärfte sich zugleich der Wettbewerb. Per 1. April 1992 wechselte die Stadt Pausa vom thüringischen Kreis Zeulenroda in den sächsischen Landkreis Plauen. Für eine Übergangszeit blieb die Geschäftsstelle in Pausa bei der Kreissparkasse Zeulenroda, bevor sie an die Stadt- und Kreissparkasse Plauen übertragen wurde. Am 10. Mai 1993 bezog die Sparkasse den wegen des gestiegenen Platzbedarfs notwendig gewordenen viergeschossigen Neubau in der Schopperstraße, der die Hauptgeschäftsstelle, die Kreditabteilung sowie die meisten Stabs- und Betriebsabteilungen aufnahm. Zuletzt stand die Kreissparkasse Zeulenroda unter der Leitung von Helmut Schuster als Vorstandsvorsitzendem und Friedrich Schickler als Vorstandsmitglied. Die Verwaltungsratsvorsitzende war die Landrätin Martina Schweinsburg. Am 1. März 1994 fusionierte die Zeulenrodaer Sparkasse mit der Kreissparkasse Greiz zur Kreissparkasse Greiz-Zeulenroda, die ihrerseits ein Jahr später in der neuen Sparkasse Gera-Greiz aufging.

## Porträt der Sparkasse (Stand: 1993)
Die Kreissparkasse Zeulenroda war eine Anstalt des öffentlichen Rechts und Teil der Sparkassen-Finanzgruppe. Organe der Sparkasse waren der Vorstand und der Verwaltungsrat. Sie war Mitglied des Sparkassen- und Giroverbands Hessen-Thüringen. Die Funktion der Sparkassenzentralbank nahm die Landesbank Hessen-Thüringen wahr. Ihr Gewährträger war der Kreis Zeulenroda. Die Sparkasse betrieb das Universalbankgeschäft und war in ihrem Geschäftsgebiet Marktführer. Im Fondsgeschäft vermittelte sie Investmentfonds der Deka. Im Bauspargeschäft kooperierte sie mit der LBS Hessen-Thüringen und im Versicherungsgeschäft mit der Sparkassenversicherung. Neben der Hauptgeschäftsstelle existierten Zweigstellen in Auma, Pausa, Triebes, Hohenleuben und Langenwetzendorf sowie in Bernsgrün, Pöllwitz und Langenwolschendorf ("Einmanngeschäftstellen"). Hauptwettbewerber waren die im Geschäftsgebiet mit Filialen auftretenden Deutsche Bank, Schmidtbank und Raiffeisenbank Auma-Zeulenroda eG. Die Sparkasse bildete zum Bankkaufmann/frau aus.